# Mortsel (stacja kolejowa)
Mortsel (ned: Station Mortsel) – stacja kolejowa w Mortsel, w prowincji Antwerpia, w Belgii. Znajduje się na linii 27 Bruksela - Antwerpia. Położona jest zaledwie kilkadziesiąt metrów od stacji Mortsel-Deurnesteenweg, położonej na linii 25.

## Linie kolejowe
- 27 Bruksela - Antwerpia

## Połączenia
W tygodniu
| Typ pociągu | Trasa                                  | Częstotliwość |
| ----------- | -------------------------------------- | ------------- |
| L           | Antwerpen-Centraal - Aarschot - Leuven | 1x/h          |

Weekendowe
| Typ pociągu | Trasa                                    | Częstotliwość |
| ----------- | ---------------------------------------- | ------------- |
| L           | Antwerpen-Centraal - Mol                 | 1x/h          |
| S1          | Antwerpen-Centraal - Bruksela - Nivelles | 2x/h          |